# Sainte-Eulalie, Cantal
Sainte-Eulalie är en kommun i departementet Cantal i regionen Auvergne-Rhône-Alpes i mitten av Frankrike. Kommunen ligger  i kantonen Pleaux som ligger i arrondissementet Mauriac. År 2022 hade Sainte-Eulalie 231 invånare.

## Befolkningsutveckling
Antalet invånare i kommunen Sainte-Eulalie
Referens:INSEE